# Нака (река, Сикоку)
Нака (яп. 那賀川 накагава) — река в Японии на острове Сикоку. Протекает по территории префектуры Токусима, является крупнейшей рекой префектуры после Ёсино.
Исток реки находится под горой Цуруги (Цуруги-Яма, высотой 1879 м), на территории посёлка Нака. Оттуда река течёт на юг к востоку от гор на границе префектур Токусима и Коти. Главными её притоками являются Сакасюкито (坂州木頭川) и Акамацу (赤松川). На территории города Анан она протекает по равнине и впадает в пролив Кии.
Длина реки составляет 125 км, на территории её бассейна (874 км²) проживает около 47000 человек. Около 90% бассейна реки занимают горы. Согласно японской классификации, Нака является рекой первого класса.
Средний расход воды составляет 66,63 м³/с, но в засуху он падает до 7,49 м³/с. Осадки в верховьях реки составляют около 3000 мм в год (в некоторые годы - более 4000 мм), а низовьях около 2000—2500 мм в год, бассейн реки является одним из самых дождливых в Японии. Большая часть осадков выпадает с мая по сентябрь в виде муссонов и тайфунов, что регулярно вызывает наводнения. Среднегодовая температура в низовьях составляет 15,5°С. Глубина почв в бассейне реки составляет 1-2 м.
В старину река называлась  (яп. 長川 нагакава, «длинная река», или «река региона Нага-но-куни»), это название встречается вплоть до периода Эдо. В конце 1980-х годов у реки появилось прозвище Ава-но-Хатиро (яп. 阿波の八郎), по числу восьми населённых пунктов, через которые она протекает
В ХХ и XXI веках крупнейшие наводнения происходили в 1950, 1975, 2014 и 2015 годах. Во время наводнения 1950 года было полностью разрушено 129 и пострадало более 4000 домов, в 2014 году было затоплено более 500 домов.
Территория у устий рек Нака и Йосино площадью 149 км² считается экологически или биологически значимой морской зоной (生物多様性の観点から重要度の高い海域) и отличается высоким биоразнообразием, там растут саргассум, Ecklonia cava и Ecklonia kurome и водятся редкие виды насекомых (Cicindela lewisi и Cicindela inspecularis). Из птиц в больших количествах наблюдаются морской зуёк и бекасы.